# دودلي ريجز
دودلي ريجز (بالإنجليزية: Dudley Riggs)‏ (18 يناير 1932 - 22 سبتمبر 2020)، هو فنان كوميدي ارتجاليً أمريكي أنشأ شركة المسرح الفوري في نيويورك، والتي انتقلت لاحقًا إلى مينيابوليس لتصبح فرقة الكوميديا Brave New Workshop .
توفي ريجز في مينيابوليس في 22 سبتمبر 2020 ، عن عمر يناهز 88 عامًا.  

## روابط خارجية
- الجدول الزمني التاريخي / أهم معالم 2605 Hennepin Avenue ( http://www.bravenewworkshop.org/theatre/historicaltimeline.cfm ). ورشة جديدة شجاع. تم الاسترجاع من نسخة محفوظة April 22, 2004, على موقع واي باك مشين.
- موقع ويب Brave New Workshop
- العثور على مساعدة لأوراق دودلي ريجز في أرشيف الفنون الأدائية ، مكتبات جامعة مينيسوتا .
- دودلي ريجز التسجيلات من ديسكاغز.كوم